# Бануш
Ба́нуш (ба́нош) — украинское гуцульское традиционное блюдо, крутая каша из кукурузной муки, сваренная на сливках или сметане (реже на молоке). По традиции, готовится исключительно мужчинами на открытом огне. Является вариантом мамалыги.

## Этимология
Слово бануш, банош, балмуш происходит от рум. balmoș, balmuș, что в свою очередь заимствовано через болг. балмуш из тур. bulamaç («мучная каша для детей»), образованного от bulmak («перемешивать»).

## Приготовление
В доведенные до кипения сливки или сметану понемногу добавляется кукурузная крупа. Варится до готовности при постоянном помешивании деревянной ложкой. Подается со шкварками, брынзой, грибами.

## Рекорды
Национальный рекорд Украины по приготовлению баноша установлен 11 января 2020 года в Ивано-Франковске. В специально изготовленном котле пять шеф-поваров сварили 1420 литров блюда.